# Teste de Elenco
Teste de Elenco este un film de comedie brazilian din 2011, regizat de Ian SBF și cu Fábio Porchat⁠(d), Tatá Werneck și Letícia Lima în rolurile principale.
Filmul este primul lungmetraj brazilian care a fost lansat gratuit exclusiv pe internet.

## Rezumat
Un regizor de teatru (Fabio Porchat) conduce un test de distribuție cu fete care împărtășesc același vis: să devină actrițe. Cu toate acestea, acestea au probleme psihice și vor face orice pentru a obține rolul.

## Distribuție
- Fábio Porchat — Regizor 1
- Tatá Werneck — Actriță 1
- Letícia Lima — Actriță 2
- Camila Vaz — Actriță 3
- Rosa Soahre — Actriță  4
- Maria Clara Horta — Actriță 5
- Thiago Rotta — Regizor 2
- Pedro Henrique Monteiro — Regizor 3
- Rodrigo Gallo — Regizor 4
- Camillo Borges — Regizor 5
- Igo Ribeiro — Regizor 6
- Paulo Mathias Jr. — Regizor 7
- Kim Archetti — Regizor 8
- Sílvio Matos — Regizor 9
- Marcus Majella — Regizor 10
- Mabel Cezar — Actriță 6
- Leticia Novaes — Actriță 7
- Ana Felipe — Actriță 8
- Patrícia Vazquez — Actriță 9
- Vera Maria Monteiro — Actriță 10